# 조현진의 더 클래식
조현진의 더 클래식은 대한민국의 방송국인 TBC의 라디오 채널 TBC Dream FM(대구,경주,구미 99.3MHz, 포항,영덕,울진 99.7MHz, 안동,영주 등 경북북부 106.5MHz, 성서,지산,범물 일부지역 106.5MHz)에서 매주 토요일 ~ 일요일 밤 11시부터 밤 12시까지 방송되는 클래식 음악 전문 라디오 프로그램이다.

## 방송되는 코너
- 조현진의 클래식 초이스 : 매주 하나의 테마를 정해 클래식을 깊고 다양하게 이해하도록 한다. 영화 속 클래식, 작곡가의 사랑이야기, 숨은 클래식 명곡, 프랑스 바로크, 재즈와 클래식 등 다양한 주제를 정해 음악과 함께 자세히 설명해 준다.